# Естерґомський десант
Естерґомський десант (Десант біля Тата, Естергомсько-Татський десант) — радянський тактичний десант, що відбувся 19 — 23 березня 1945 року, був здійснений катерами Дунайської військової флотилії у часі Віденської наступальної операції в перебігу німецько-радянської війни.

## Планування та підготовка операції
Радянська Дунайська флотилія (командир — віце-адмірал Г. М. Холостяков) до початку проведення Віденської операції знаходилася в оперативному підпорядкуванні командуючого 2-м Українським фронтом маршала СРСР Р. Я. Малиновського. Малиновський на час проведення операції перед флотилією ставить завдання висадити десант на схід від угорського міста Естерґом задля перекриття дороги по східному березі Дунаю та утримувати ці позиції до підходу частин 46-ї армії. Тим самим десант мав відрізати можливі шляхи відступу противника у випадку відходу напрямом на захід дорогою Естерґом — Комаром. Таким чином сили десанту мали допомогти частинам армії в ході прориву нацистської оборони та ліквідації угрупування поблизу міста Естерґом. На проведення десантування відводилося 10-12 годин.
Радянським десантникам треба було тримати бій з частинами 3-ї угорської армії (командир — генерал Йожеф Гешлені), котра входила до складу нацистсько-угорської групи армій «Південь» (генерал піхоти Отто Велер).
Задля проведення десантування катери повинні були пройти по Дунаю 45 км, при цьому 15 кілометрів маршруту були по території, контрольованій противником. Передбачаючи подібні дії, в місті Естерґом противником було підірвано міст Марії Валерії, який використовувався як протикорабельне загородження; затоплений міст було заміновано, він прикривався кількома артилерійськими батареями.
До складу десанту виділяється 144-й окремий батальйон піхоти (командир батальйону та десанту майор В. П. Бистров). Десант посилювався 472-ю штрафною ротою автоматників (лейтенант П. І. Кірсанов), ротою протитанкових рушниць, взводом саперів та групою із складу медично-санітарної роти.
Загальна чисельність десанту складала 536 осіб, на озброєнні було 21 протитанкова рушниця, 6 кулеметів, 3 взводи 82-мм мінометів, 2 протитанкові 45-мм гармати. Десант мав висаджуватися на 10 катерах, також були задіяні ще 9 катерів прикриття та катери артилерійської підтримки.

## Перебіг операції
Близько 22-ї години вечора 19 березня радянські артилерійські катери з десантом починають просування до планованого місця висадки. При наближенні до гирла річки Грон десантні катери були виявлені та обстріляні противником; після цього берегова артилерія радянської річкової флотилії та артилерія піхотних частин придушує вогонь противника, в ході цього бою було знищено 2 радянські мінометні взводи. В подальшому по мірі пересування бронекатерів річкою вверх по течії десантна група супроводжувалася пересувною вогневою завісою. Завдяки постійній вогневій артилерійській підтримці та рігучим нестандартним діям катерів десанту всі бронекатери змогли прорватися через ворожий укріплений рубіж та пройшли Естерґомський міст. При подоланні моста в темряві та за сильної течії один катер наштовхнувся на затоплені частини мосту та затонув, екіпаж та десантників змогли евакуювати без втрат.
Близько 2 години 15 хвилин 20 березня було здійснено висадження десанту; поблизу міста десантування знаходився невеликий підрозділ противника, котрий не здійснював значного спротиву. Дороги, що проходили біля берега, були перехоплені десантом та в швидкому часі зайнято плацдарм у виноградній долині, що сягав по фронту 3 кілометрів, згодом з боями розширено до 5 км.
За підтримки артилерійського вогню було відбито численні танкові та піхотні атаки; замість планованих 10-12 годин десантникам довелося вести 3-денні бої; на початковій стадії боїв на плацдармі бійці навіть окопуватися не поспішали — вірили, що зараз прийде підкріплення.
Першого дня десантники відбили 8 атак, при цьому було втрачено практично всю артилерію та міномети. Вранці 21 березня противник поновив атаки, підтягнувши кілька танків та самохідних артилерійських установок.
Через серйозний опір наступ радянських військ берегами Дунаю відбувався повільніше запланованого. Вбачаючи серйозну загрозу десантованим через затягування боїв, контр-адмірал Холостяков наказує командиру 1-ї Керченської бригади річкових кораблів капітану 2-го рангу П. І. Державіну західніше міста Тата висадити посилювальний десант чисельністю в батальйон 83-ї бригади морської піхоти — знятий з поля бою під Естерґомом, батальйон не зміг пробитися до десанту.
21 березня після тривалих боїв було зайнято угорське місто Естерґом, котре згідно планів операції радянські сили мали зайняти ще першого дня; і вже після зайняття міста продовжувалися оборонні бої угорсько-німецьких сил.
Увечері 21 березня командир Дунайської флотилії дозволяє командиру десанту здійснити десантованим прорив назустріч наступаючим військам. Однак через велику кількість поранених командир десантного загону відмовляється від здійснення прориву, вирішивши обороняти зайняті позиції.
Спроби довезти катерами набої та решту потрібного десанту не мали успіху, оскільки ще після прориву десантного загону сили противника почали тримати течію Дунаю в цій місцеаості під неперервним контролем. Тільки поодинокі катери змогли прорватися до плацдарму та довезти незначну кількість набоїв і вивезти поранених, 2 катери при виконанні цих завдань були потоплені, декілька зазнали серйозних ушкоджень.
Протягом всього 22 березня радянські бійці постійно відбивали атаки противника. Вранці 23 березня з десантом сполучилася передова розвідувальна група наступаючих по узбережжю радянських військ — 16-й та 305-й батальйони, групою прориву керував особисто командир 83-ї бригади полковник Л. К. Смирнов. Після наближення інших частин противник припинив атаки на плацдарм та поспішно відходить обхідними дорогами, полишаючи при цьому військові техніку та майно. Протягом декількох годин по цьому до позицій десанту вийшла 83-тя окрема морська стрілецька бригада, котра наступала по берегу Дуная.

## Наслідки операції
Кількаденні бої десантники змогли проводити завдяки серйозній вогневій підтримці артилерії берегового загону флотилії. Командир загону десанту свідчив, що гарматний вогонь відкривався по силам противника 281 раз, при цьому було знищено та пошкоджено 48 автомобілів, 20 кулеметів, 9 танків, 7 гармат, 4 самохідні гармати. Загалом за час боїв на плацдармі було відбито 39 танкових та піхотних атак, в яких вбито до 900 вояків противника, пораненими близько 1230, підбито до 30 танків та 6 самохідних гармат, знищено 35 кулеметних точок, 3 автомобілі, захоплено 500 автоматів.
Радянські втрати були великими — з 536 бійців десанту 195 було вбито, 307 поранено. Затонули 2 бронекатери та 1 катер-тральщик. З 65 чоловік підрозділу, яким командував лейтенант Ашик, живими лишилося 13.
Три морські піхотинці-учасники тих боїв заслужили звання Героя Радянського Союзу: Ашик Михайло Володимирович, командир взводу, згодом написав декілька книг про цей десант; Варлам Габлія, старший сержант, командир мінометного розрахунку; Микола Почивалін, червоноармієць, навідник протитанкової гармати.
В радянській історіографії десант в районі Тат вважається однією з найбільш складних та відчайдушних операцій, здійснених Дунайською військовою флотилією. В ході операції відбулося сковування Естерґомського угрупування противника, його велика частина не змогла вийти на з'єднання із головними силами групи армій «Південь» та була знищена чи потрапила в полон, цим самим полеглишился умови радянського наступу на Відень. Разом тим було допущено ряд помилок, серед них — недостатня численність десанту як для блокування великого угрупування противника, що відходило, також відчувалася гостра нестача набоїв — через останню ворожі танки переважно знищувалися гранатами, при цьому десантники зазнали значних втрат, а саме існування десанту знаходилося на межі зникнення.